# Serge Golovine
Serge Golovine (Monaco, 30 ottobre 1924 – Boulogne-Billancourt, 31 luglio 1998) è stato un ballerino e coreografo francese.

## Biografia
Serge Golovine nacque a Monaco nel 1924 e studiò a Nizza sotto la supervisione di Julija Nikolaevna Sedova. Danzò con i Ballets de Monte-Carlo durante la seconda guerra mondiale e poi con il balletto dell'Opéra di Parigi dal 1947 al 1951, quando si unì al Grand Ballet du Marquis de Cuevas. Golovine si affermò rapidamente come uno dei maggiori e più apprezzati ballerini della compagnia, danzando spesso come partner di Liane Daydé.
Nel 1962 fondò una sua compagnia e dal 1964 al 1969 lavorò come maître de ballet dalla Grand Théâtre de Genève. Successivamente fondò una propria scuola a Ginevra e nel 1981 tornò a Parigi, dove lavorò per sedici anni come insegnante al Conservatoire national supérieur de musique et de danse de Paris.
Fu sposato con la prima ballerina Claude Bessy dal 1996 alla morte nel 1998.